# あの・・出会っちゃってるんですケド。
『あの・・出会っちゃってるんですケド。』（あの であっちゃってるんですケド）は、遊助の4枚目のオリジナルアルバム。2013年4月17日にソニー・ミュージックレコーズから発売された。
テーマは、「出会い」。

## 解説
3枚目のアルバム『あの・・涙があるから愛があるんですケド。』から約1年ぶりのアルバムとなる。2012年10月31日に発売されたミシェル・テロのカバー曲「VIVA!Nossa Nossa」と2013年2月27日発売の「檸檬」のシングルが収録されている。
前作などと同様に、本作に収録されている楽曲は初回生産限定盤・通常盤でそれぞれ一部異っている。
それまでの作品と同じく、遊助がアーティストと「遊turing」した楽曲が収録されている。2012年に遊助のデビュー曲「ひまわり」を英語カバーしたGILLEなどをフィーチャリングしている。
通常盤に収録されている「Fire bird」は、2012年に早期胃癌のため入院していた雨上がり決死隊の宮迫博之に作ったもので、その曲の歌詞を変えたものが本作に収録されている。
初回生産限定盤に付属のDVDに収録されている「処方箋」と「わがまま 遊turing TEE」のミュージック・ビデオは須永秀明が演出している。
『あの・・旅の途中なんですケド。』『あの・・お祭りですケド。』に次いで3番目に累計売上が少ない。

## 収録内容

### 初回生産限定盤
CD
1. 翼
作詞・作曲：遊助・Soulife、編曲：Kota Hashimoto
  - 『CEDAR CREST』CMソング
2. VIVA! Nossa Nossa
作詞：遊助・Soulife、編曲：Soulife
  - 11thシングル。
  - 『原宿ネストカフェ』（TBS系）エンディングテーマ
3. 紅の女神
作詞：遊助、作曲：時森和之、編曲：Kohei Tsunami
  - 『メガネの愛眼』CMソング
4. History II
作詞・作曲：遊助、編曲：N.O.B.B
  - 前作「あの・・涙があるから愛があるんですケド。」に収録されている『History』の続編。
5. 怪盗MAGNUM 遊turing SHOCK EYE(from 湘南乃風)
作詞：遊助・SHOCK EYE、作曲：遊助・SHOCK EYE・N.O.B.B、編曲：N.O.B.B
  - オリックス・バファローズの糸井嘉男選手が2013年に1打席目入場曲として使用していた。
6. 檸檬
作詞：遊助、作曲・編曲：大隅知宇
  - 12thシングル。
  - TBS系ドラマ『終電バイバイ』主題歌
7. シンデレラ
作詞：遊助、作曲：今井大介、編曲：Daisuke “D．I” Imai
8. 水無月
作詞：遊助、作曲：遊助・N.O.B.B、編曲：N.O.B.B
9. Wherever you are 遊turing GILLE
作詞：遊助・GILLE、作曲：UTA
10. 処方箋
作詞：遊助、作曲：イイジマケン・ピエール、編曲：イイジマケン・ピエール
  - アルバムリード曲。なお、この曲には手話があり、NHK「MUSIC JAPAN」にて披露された。
11. 花とあれ
作詞：遊助、作曲・編曲：村山晋一郎
  - 12thシングル「檸檬」のカップリング曲。
12. わがまま 遊turing TEE
作詞：遊助・TEE、作曲：遊助・TEE・MANABOON
  - アルバムセカンドリード曲。
13. 遊援歌
作詞：遊助、作曲：遊助・N.O.B.B、編曲：N.O.B.B
  - ライブ用に作成され、遊助本人は歌唱していない。
14. Ragga Ragga Birthday 
作詞：遊助、作曲：遊助・HASE-T、編曲：HASE-T
15. アーチ
作詞：遊助、作曲・編曲：N.O.B.B
  - 『CEDAR CREST』CMソング

DVD
1. 処方箋 Music Video
2. わがまま 遊turing TEE Music Video
3. 遊援歌 Music Video
4. 特別メイキング映像（「処方箋」&「わがまま 遊turing TEE」）

### 通常盤（CDのみ）
1. 翼
2. VIVA! Nossa Nossa
3. 紅の女神
4. History II
5. 怪盗MAGNUM 遊turing SHOCK EYE(from 湘南乃風)
6. 檸檬
7. シンデレラ
8. 水無月
9. Wherever you are 遊turing GILLE
10. 処方箋
11. Fire bird
作詞：遊助、作曲：遊助・HASE-T、編曲：HASE-T
12. わがまま 遊turing TEE
13. アンコール
作詞：遊助、作曲：遊助・N.O.B.B
14. Ragga Ragga Birthday
15. アーチ